# Nižné Ružbachy
Nižné Ružbachy (slowakisch bis 1927 auch „Nižné Družbachy“; deutsch Unterrauschenbach oder Niederrauschenbach, ungarisch Alsózúgó – bis 1907 Alsóruzsbach, polnisch Drużbaki Niżne) ist eine Gemeinde im Nordosten der Slowakei mit 622 Einwohnern (Stand 31. Dezember 2024), die zum Okres Stará Ľubovňa, einem Teil des Prešovský kraj, gehört und zur traditionellen Landschaft Zips gezählt wird.

## Geographie

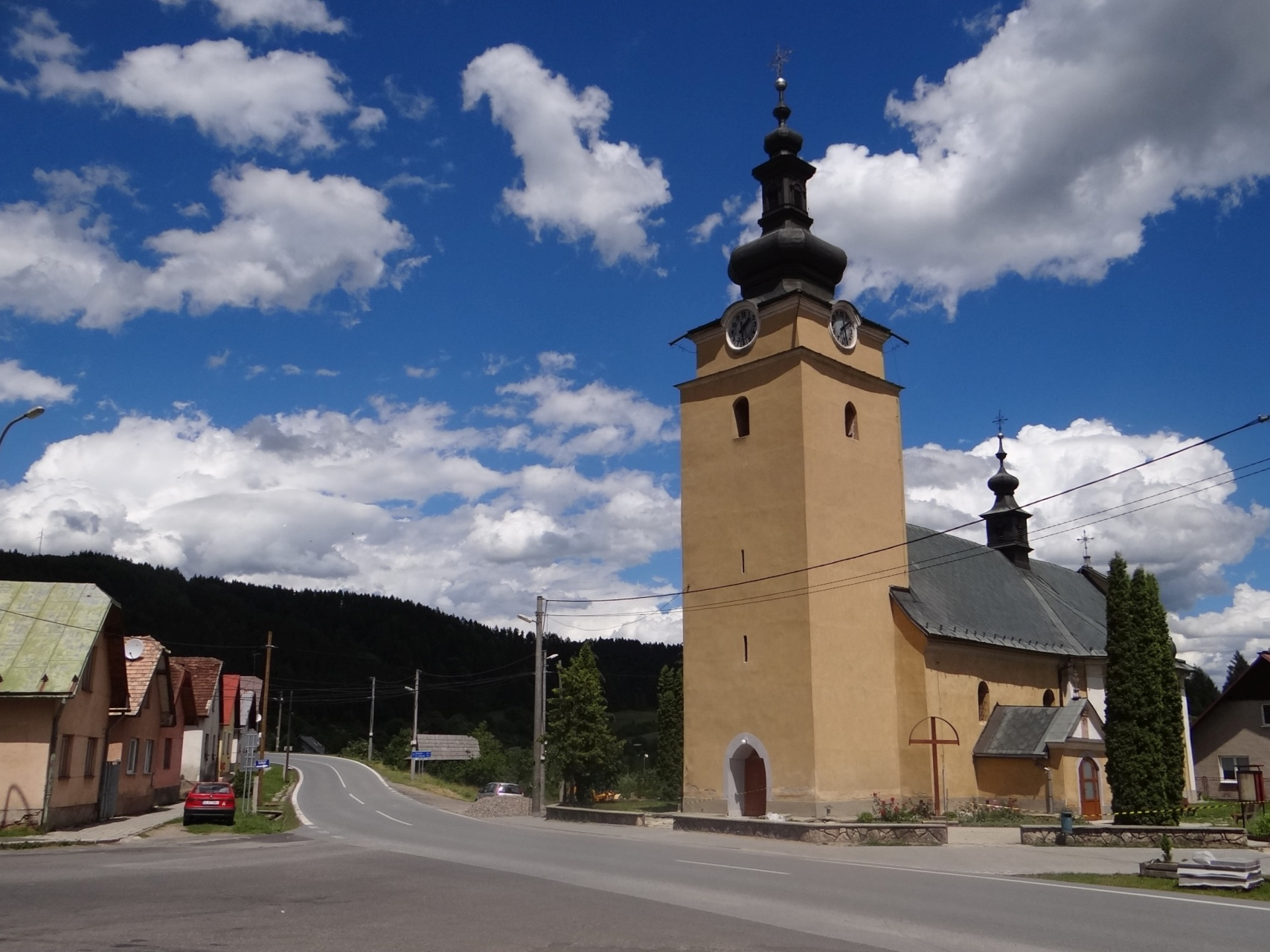
Kirche

Die Gemeinde befindet sich im Popradtal nahe einem kleinen Durchbruch zwischen der Zipser Magura im Westen und den Leutschauer Bergen im Osten, wo der Fluss eine Schleife macht. Hier nimmt der Fluss den linksufrigen Bach Rieka auf. Das Ortszentrum liegt auf einer Höhe von 555 m n.m. und ist fünf Kilometer von Podolínec sowie 12 Kilometer von Stará Ľubovňa entfernt.
Nachbargemeinden sind Vyšné Ružbachy im Norden, Lacková im Nordosten, Forbasy im Osten, Lomnička im Süden, Reľov im Südwesten, Zálesie und Podolínec im Südwesten und Westen.

## Geschichte
Der Ort wurde nach deutschem Recht von einem gewissen Heinrich aus Pudlein gegründet und zum ersten Mal 1287 als Rauschenbach schriftlich erwähnt. Wegen der Nähe gehörte das Dorf zum Herrschaftsgut der Stadt Pudlein. 1412 wurde es zusammen mit Teilen der Gespanschaft Zips an Polen verpfändet und verblieb dort bis 1772. Von 1755 bis zur ersten Hälfte des 19. Jahrhunderts arbeitete hier ein Papierwerk. 1828 zählte man 120 Häuser und 880 Einwohner.
Bis 1918 gehörte der im Komitat Zips liegende Ort zum Königreich Ungarn und kam danach zur Tschechoslowakei beziehungsweise heute Slowakei.

## Bevölkerung
| Jahr                | 1994 | 2004    | 2014    | 2024    |
| ------------------- | ---- | ------- | ------- | ------- |
| Anzahl der Personen | 649  | 639     | 634     | 622     |
| Unterschied         |      | −1,54 % | −0,78 % | −1,89 % |

| Jahr                | 2023 | 2024    |
| ------------------- | ---- | ------- |
| Anzahl der Personen | 620  | 622     |
| Unterschied         |      | +0,32 % |

Gemäß der Volkszählung 2011 wohnten in Nižné Ružbachy 609 Einwohner, davon 572 Slowaken und jeweils ein Magyare, Tscheche und Ukrainer; ein Einwohner war anderer Ethnie. 33 Einwohner machten diesbezüglich keine Angabe. 553 Einwohner bekannten sich zur römisch-katholischen Kirche, fünf Einwohner zur griechisch-katholischen Kirche und ein Einwohner zur orthodoxen Kirche. Drei Einwohner waren konfessionslos und bei 47 Einwohnern wurde die Konfession nicht ermittelt.

## Bauwerke
- römisch-katholische Kirche, ursprünglich im gotischen Stil im 13. Jahrhundert gebaut, heute barock gestaltet
- klassizistisches Landschloss, heute Sitz des örtlichen Pfarramts
- Gebäude des ehemaligen Papierwerks aus dem 18. Jahrhundert

## Verkehr
Durch Nižné Ružbachy verläuft die Straße 1. Ordnung 77 von Spišská Belá nach Stará Ľubovňa. Des Weiteren gibt es hier eine Haltestelle an der Bahnstrecke Poprad–Plaveč.